# Loraine (Illinois)
Loraine és una població dels Estats Units a l'estat d'Illinois. Segons el cens del 2000 tenia 363 habitants.

## Demografia
Segons el cens del 2000, Loraine tenia 363 habitants, 138 habitatges, i 104 famílies. La densitat de població era de 164,9 habitants/km².
Dels 138 habitatges en un 39,9% hi vivien nens de menys de 18 anys, en un 63,8% hi vivien parelles casades, en un 7,2% dones solteres, i en un 24,6% no eren unitats familiars. En el 21,7% dels habitatges hi vivien persones soles el 9,4% de les quals corresponia a persones de 65 anys o més que vivien soles. El nombre mitjà de persones vivint en cada habitatge era de 2,63 i el nombre mitjà de persones que vivien en cada família era de 3,12.
Per edats la població es repartia de la següent manera: un 30,3% tenia menys de 18 anys, un 6,1% entre 18 i 24, un 30,9% entre 25 i 44, un 21,8% de 45 a 60 i un 11% 65 anys o més.
L'edat mediana era de 33 anys. Per cada 100 dones de 18 o més anys hi havia 91,7 homes.
La renda mediana per habitatge era de 41.875 $ i la renda mediana per família de 43.542 $. Els homes tenien una renda mediana de 28.750 $ mentre que les dones 20.781 $. La renda per capita de la població era de 17.333 $. Aproximadament el 9,3% de les famílies i l'11,7% de la població estaven per davall del llindar de pobresa.

## Poblacions properes
El següent diagrama mostra les poblacions més properes.